# Lemuropisum edule
Lemuropisum edule är en ärtväxtart som beskrevs av Joseph Marie Henry Alfred Perrier de la Bâthie. Lemuropisum edule ingår i släktet Lemuropisum och familjen ärtväxter. Inga underarter finns listade i Catalogue of Life.